# 吉伦特河口
吉伦特河口（法語： 或 ，法語：[ʒiʁɔ̃d] ⓘ）是法国西南部的一个河口（常被误称作河流），由多爾多涅河和加龍河汇流而成，法国吉倫特省即以其命名。流域面积约635 km2（245 sq mi），是西欧最大的河口。
吉伦特河口长约75公里，宽约3–12公里。吉伦特河口的潮流非常强，因此任何尺寸或类型的船只航行时都需要格外小心。 
2015年起，吉伦特河口纳入吉伦特河口与海峡海域海洋自然公园（Parc naturel marin de l'estuaire de la Gironde et de la mer des Pertuis）。